# Sabu-Jaddi
Sabu-Jaddi is een site met rotskunst in Soedan. De meer dan 1600 rotstekeningen strekken zich uit over een periode van meer dan 6000 jaar en verschillende historische tijdperken van de Nubische geschiedenis. Het is echter onbekend wanneer de mensen die in deze regio wonen precies begonnen met het maken van deze afbeeldingen. 
De site ligt 600 km ten noorden van Khartoum tussen de dorpen Sabu en Jaddi. De goed bewaarde tekeningen omvatten wilde en gedomesticeerde dieren, mensen en boten.
Vanwege de bouwplannen van de Kajbar-dam werd de site opgenomen in de 2016 World Monuments Watch-lijst, die bedreigde monumenten bevat die aandacht, promotie en bescherming nodig hebben.
Gelegen aan het stroomafwaartse deel van het derde cataractgebied op de oostelijke oever van de Nijl, bedekken de rotstekeningen de zandstenen kliffen langs de Nijlbocht tussen de dorpen Sabu en Jaddi. Verdere rotstekeningen zijn te vinden langs de randen van de smalle wadi Jaddi die landinwaarts loopt.
De tekeningen tonen symbolen, een groot aantal in het gebied nu uitgestorven wilde dieren zoals nijlpaarden, krokodillen, giraffen, luipaarden, antilopen, schorpioenen en leeuwen, evenals vee, voornamelijk runderen en kamelen. Bovendien zijn er enkele, eenvoudig weergegeven,  menselijke figuren.
De wilde dieren verschijnen op een niet-natuurlijke manier  met een over het algemeen gepikt of uitgehamerd oppervlak, en de olifanten tonen beide oren. Het vee wordt weergegeven op een geometrisch gestileerde manier, vaak met overmaatse hoorns.
Op subhorizontale platen aan de rechteroever van de wadi bevinden zich groepen boten die met roeispanen worden bestuurd. Er kunnen twee soorten Nijlboten worden onderscheiden: boten met gebogen bodem en boten met platte bodem met rechtopstaande achtersteven en boeg. Op sommige boten staat een loods op het dak van de kajuit.

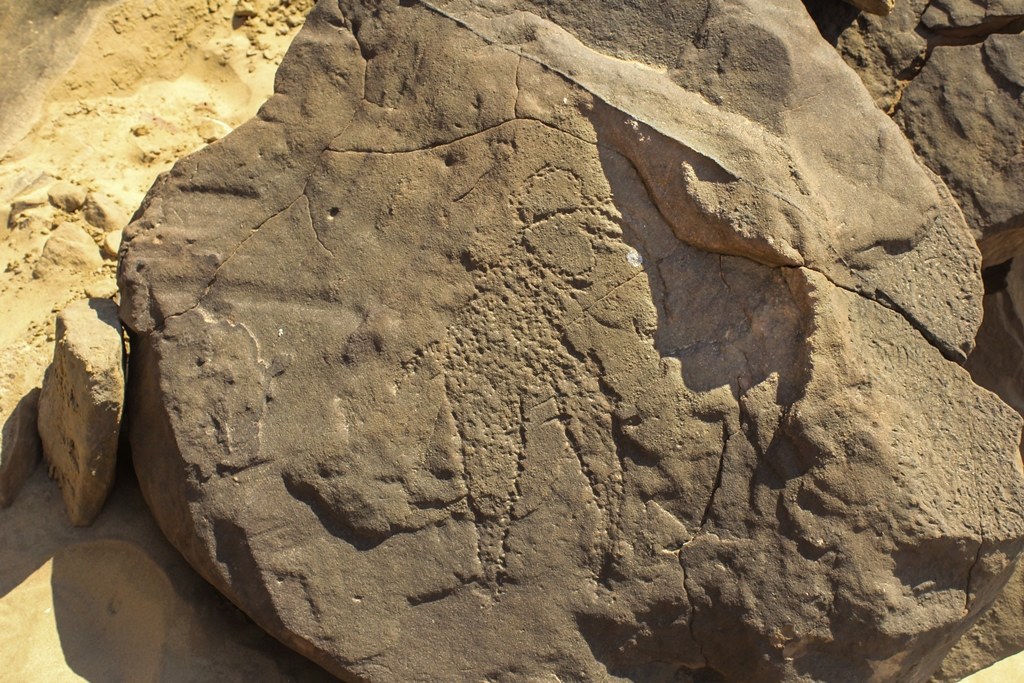
diep gepikte olifant
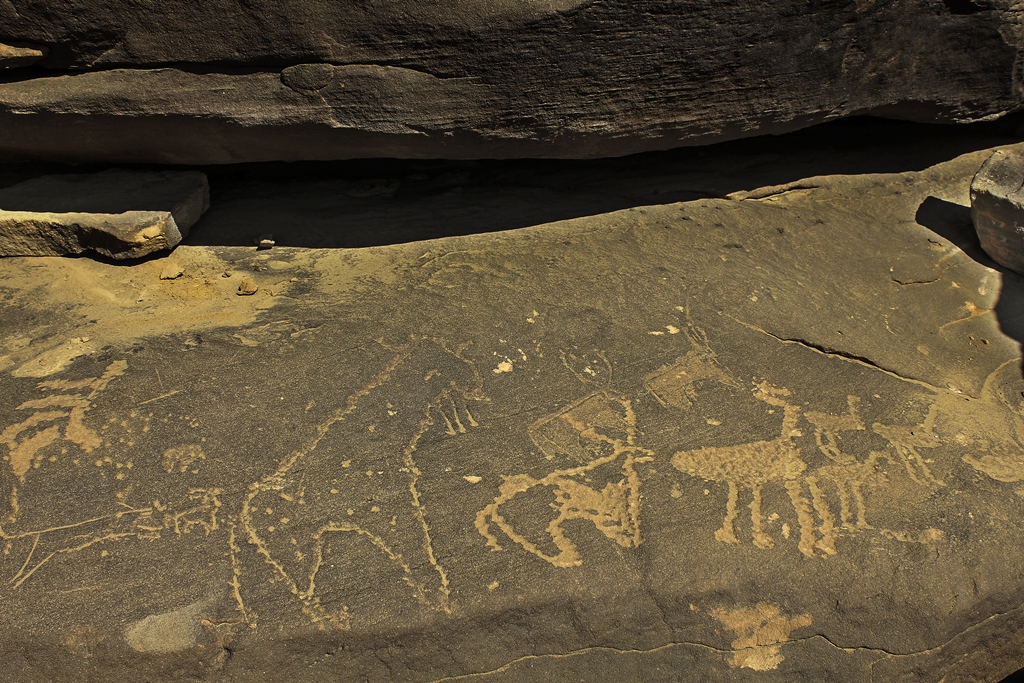
honden die een giraf achtervolgen
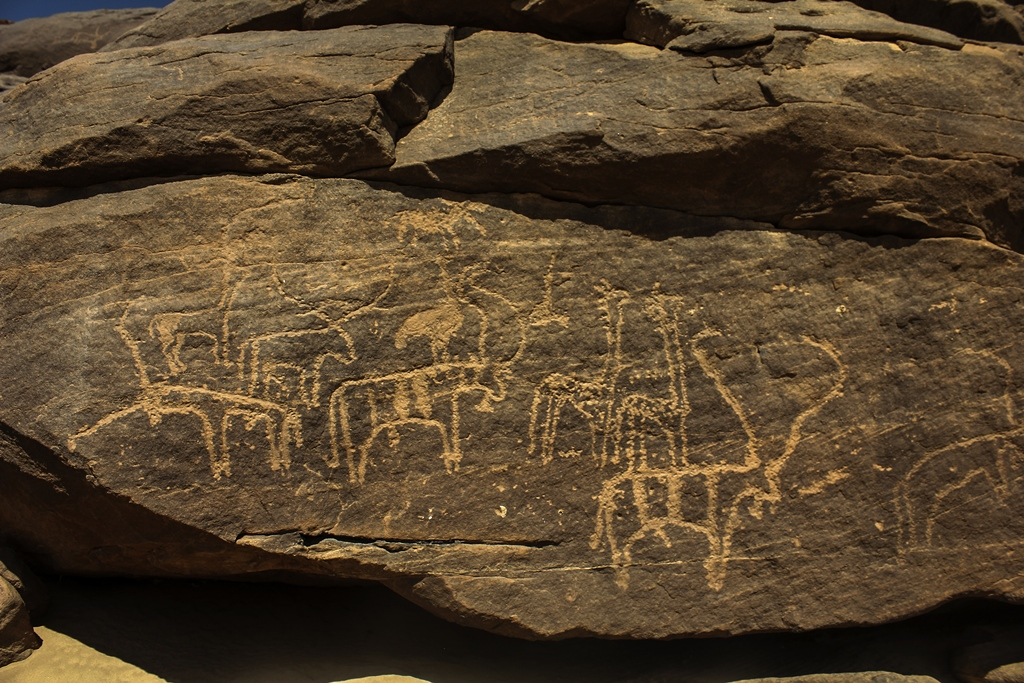
Runderen met vervormde hoorns
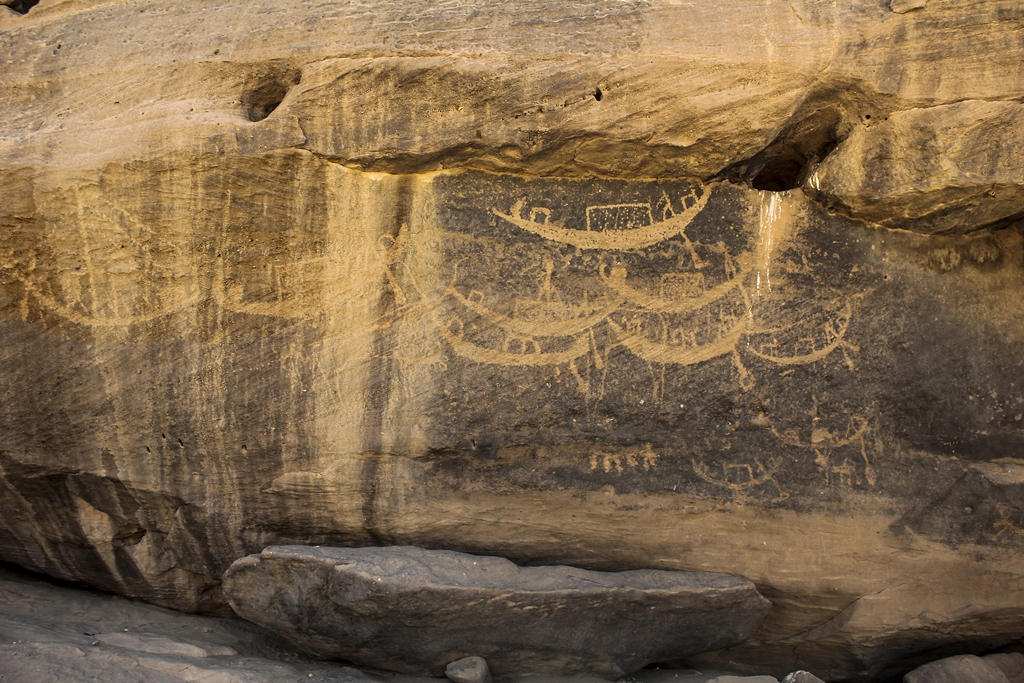
Nijlboten
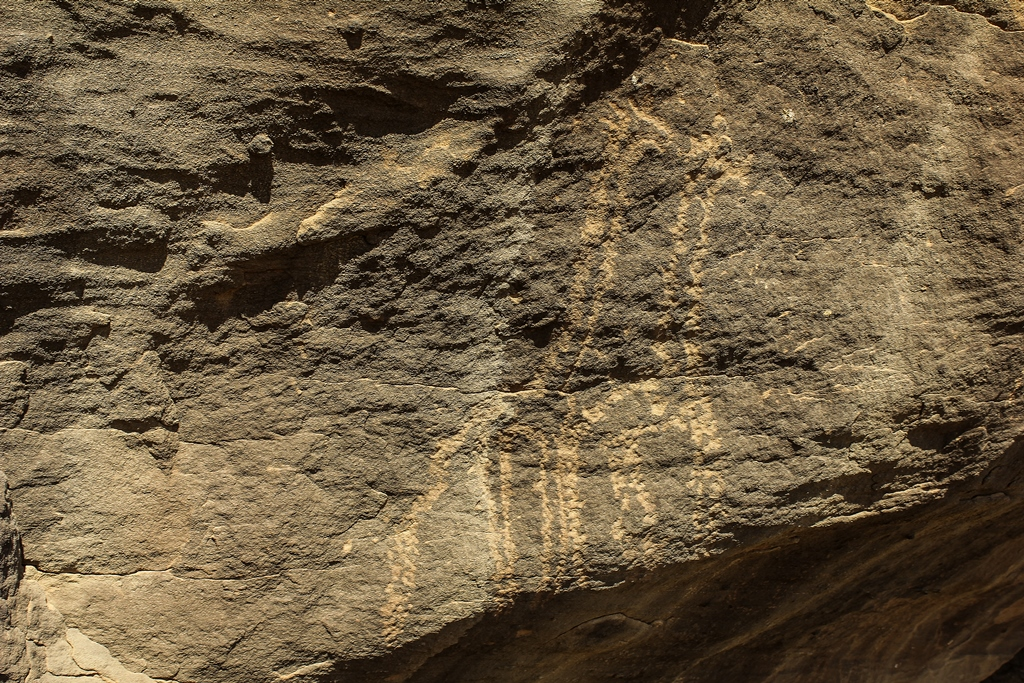
giraffen
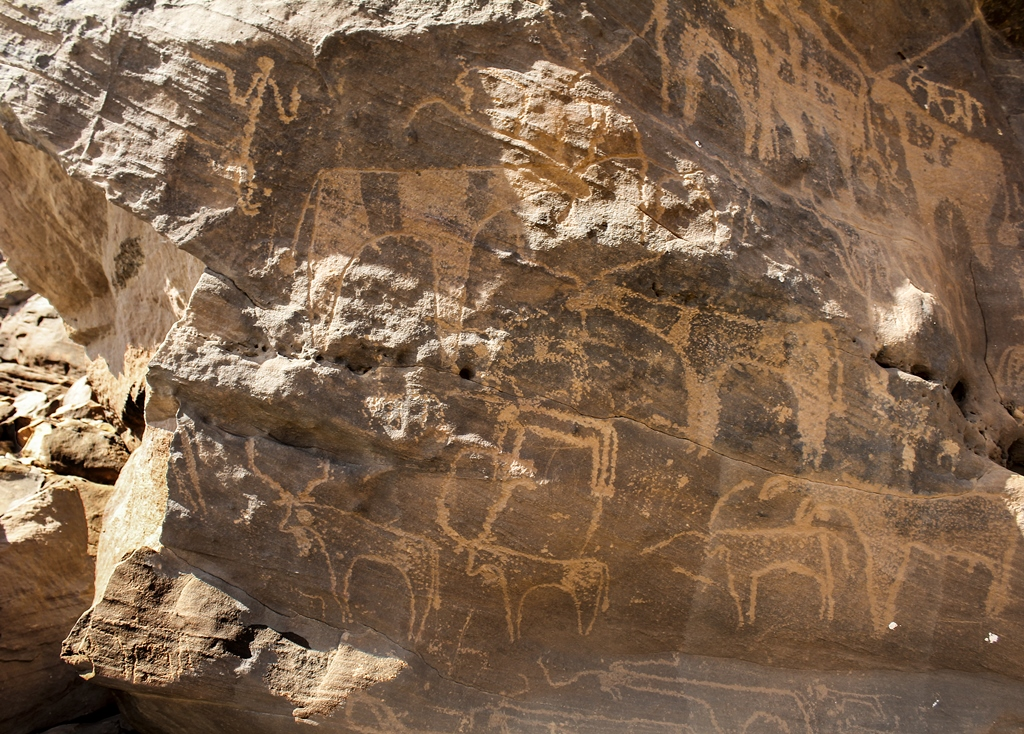
vee
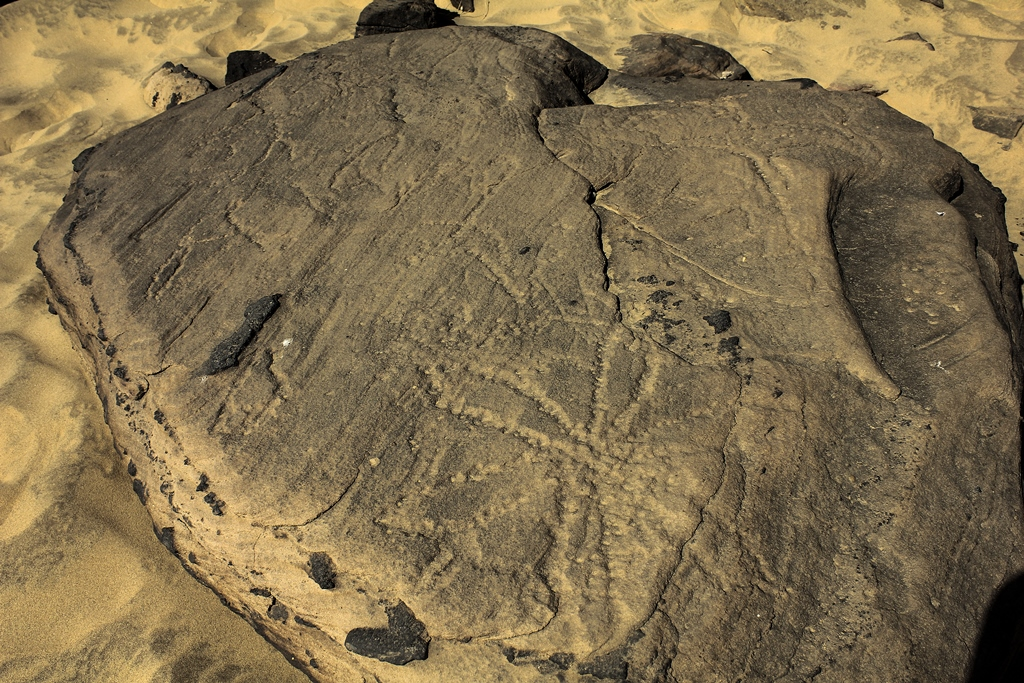
diep gepikte symbolen